# Beleg van Terabe
Het Beleg van Terabe was een slag tijdens de Japanse Sengoku-periode in 1558. Het maakte deel uit van een aanval van Imagawa Yoshimoto tegen Oda Nobunaga. Kasteel Terabe, in de provincie Mikawa, was in het bezit van de Ogasawara-clan. Het kasteel was gebouwd aan de noordelijke kust van Mikawa-baai, in het huidige Hazu, in de stad Nishio.
In 1558 besloot Suzuki Shigeteru(of Suzuki Shigetatsu), heer van kasteel Terabe en een vazal van de Imagawa-clan, om van loyaliteit te wisselen en een vazal te worden van Oda Nobunaga. De Imagawa stuurden hierop een leger onder aanvoering van Matsudaira Motoyasu, een jonge vazal van Imagawa Yoshimoto. Het beleg van kasteel Terabe zou het eerste van een serie gevechten zijn tussen de Imagawa-clan en de Oda-clan.
De troepen van Motoyasu belegerden kasteel Terabe, maar werden verdreven door versterkingen gestuurd door Nobunaga. Motoyasu zou hierop zijn campagne voortzetten tegen andere bezittingen van de Oda-clan.
Matsudaira Motoyasu veranderde later zijn naam in Tokugawa Ieyasu. Het beleg van kasteel Terabe was zijn eerste gevecht.